# Alberto Cosme do Amaral
Alberto Cosme do Amaral (Touro, Vila Nova de Paiva, 12 de Outubro de 1916 – Leiria, Leiria, 7 de Outubro de 2005) foi um Bispo católico português, tendo sido Bispo de Leiria-Fátima de 1972 a 1993.

## Biografia
Foi ordenado Presbítero em 13 de Agosto de 1939, sendo incardinado na Diocese de Lamego.
Em 8 de Julho de 1964 foi nomeado Bispo auxiliar do Porto e Bispo-Titular de Tagaria. Foi ordenado Bispo em 23 de Agosto de 1964 por D. Florentino de Andrade e Silva, então Bispo auxiliar do Porto e futuro Bispo do Algarve. Posteriormente, em 1969, foi nomeado Bispo auxiliar de Coimbra.
Participou como Padre Conciliar nas 3.ª e 4.ª Sessões do Concílio Vaticano II.

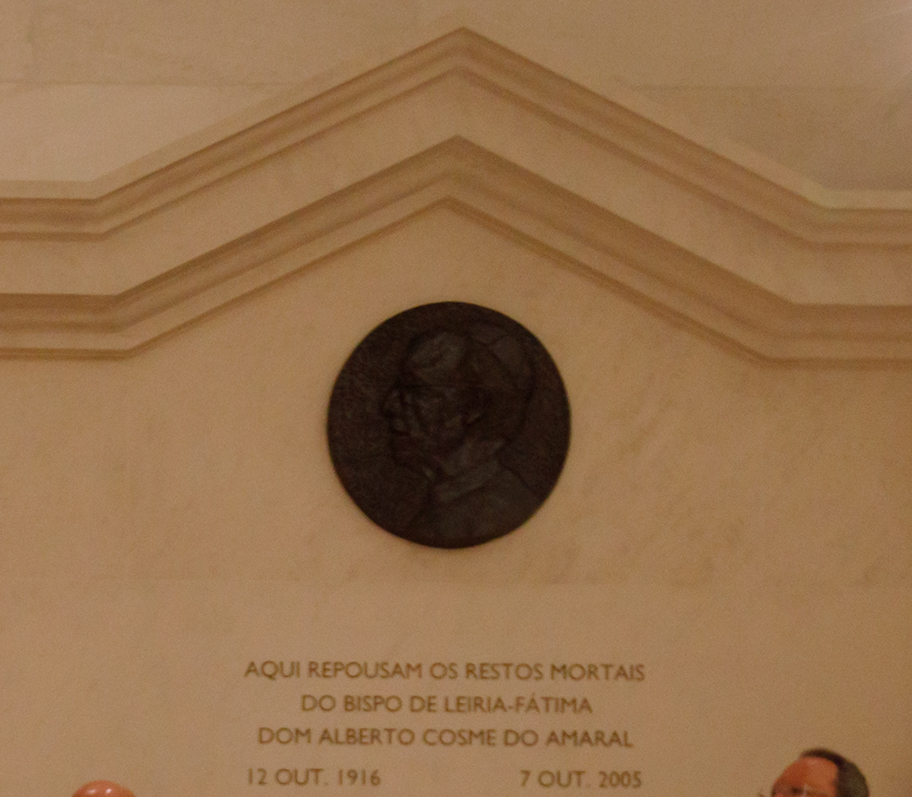
Túmulo de D. Alberto Cosme do Amaral, na Basílica de Nossa Senhora de Fátima

A 1 de Julho de 1972 foi nomeado Bispo de Leiria. Resignou à função episcopal, por limite de idade, a 2 de Fevereiro de 1993.
D. Alberto Cosme do Amaral faleceu em Leiria, Leiria, a 7 de Outubro de 2005.